# Begumabad Budhana
Begumabad Budhana es  una  ciudad censal situada en el distrito de Ghaziabad en el estado de Uttar Pradesh (India). Su población es de 19898 habitantes (2011). 

## Demografía
Según el  censo de 2011 la población de Begumabad Budhana era de 19898 habitantes, de los cuales 10715 eran hombres y 9183 eran mujeres. Begumabad Budhana tiene una tasa media de alfabetización del 78,45%, superior a la media estatal del 67,68%: la alfabetización masculina es del 86,06%, y la alfabetización femenina del 69,73%.